# Ulrich Diekmann
Ulrich Diekmann (* 1954 in Jülich im Rheinland) ist ein deutscher Maler und Videokünstler.

## Leben und Werk
Er studierte von 1977 bis 1983 an der Staatlichen Hochschule für Bildende Künste Frankfurt am Main, Städelschule, bei Raimer Jochims und Hermann Nitsch.
Schwerpunkte seiner Arbeit waren zunächst die Malerei und skurrile Plastiken, dann, seit 1998 zunehmend Bild-Textarbeiten, Installationen und Videoarbeiten, deren Thema die „Absurdität des Realen“ und die ironische Hinterfragung diverser gesellschaftlicher und kunstimmanenter Phänomene ist.
Seine Werke werden seit 1982 in Deutschland und international ausgestellt, u. a. in Galerien, Kunstvereinen und Museen in Frankfurt am Main, Wiesbaden, Marburg, Dresden, Köln, Berlin, Hannover, Hamburg, Mannheim sowie in London und  New York.
Ulrich (UKE) Diekmann lebt und arbeitet in Frankfurt am Main.

## Bilder

Flechtanzug, 1998
Tobmütz, 2005
Fleurop, 2007
For Whom the Bell Tolls, 2009

## Ausstellungen
- 1986:  Ulrich Diekmann, Herbert Hamak, Kunstverein Wiesbaden[1]
- 2011: Ulrich Diekmann. Does God Believe in Me? - Intarsien, Galerie Hübner + Hübner, Frankfurt am Main[2]

## Publikationen
- Die Leute in Abchasien bevorzugen Intarsien, 2010, Marburger Kunstverein
- Let´s talk about Sex, 2001, Kunsthaus Dresden
- Frauenflugtag, 2000, Galerie Hübner, Frankfurt am Main
- Katalog, 1998, Galerie Hübner, Frankfurt
- Katalog, 1986, Hartje Gallery, Frankfurt
- Hawerer, 1984, Klapperhof Köln